# Campionato thailandese di calcio
Il campionato di calcio della Thailandia è stato creato nel 1916.
Il campionato, articolato su tre livelli, è organizzato dalla FAT.

## Attuale sistema
| Livelli | Divisioni                             | Divisioni                                | Divisioni                             | Divisioni                             | Divisioni                             | Divisioni                             |
| ------- | ------------------------------------- | ---------------------------------------- | ------------------------------------- | ------------------------------------- | ------------------------------------- | ------------------------------------- |
| 1       | Thai League 1 16 club 3 retrocessioni | Thai League 1 16 club 3 retrocessioni    | Thai League 1 16 club 3 retrocessioni | Thai League 1 16 club 3 retrocessioni | Thai League 1 16 club 3 retrocessioni | Thai League 1 16 club 3 retrocessioni |
| 2       | Thai League 2 18 club 3 retrocessioni | Thai League 2 18 club 3 retrocessioni    | Thai League 2 18 club 3 retrocessioni | Thai League 2 18 club 3 retrocessioni | Thai League 2 18 club 3 retrocessioni | Thai League 2 18 club 3 retrocessioni |
| 3       | Thai League 3 Nord 12 club            | Thai League 3 Bangkok & dintorni 14 club | Thai League 3 Est 12 club             | Thai League 3 Ovest 12 club           | Thai League 3 Nord-Est 13 club        | Thai League 3 Sud 12 club             |
| 4       | Thailand Semi-Pro League 34 club      | Thailand Semi-Pro League 34 club         | Thailand Semi-Pro League 34 club      | Thailand Semi-Pro League 34 club      | Thailand Semi-Pro League 34 club      | Thailand Semi-Pro League 34 club      |
| 5       | Thailand Amateur League 138 club      | Thailand Amateur League 138 club         | Thailand Amateur League 138 club      | Thailand Amateur League 138 club      | Thailand Amateur League 138 club      | Thailand Amateur League 138 club      |